# Lilli Fischel
Luise „Lilli“ Fischel (* 14. Januar 1891 in Bruchsal; † 28. Dezember 1978 in Karlsruhe) war eine deutsche Kunsthistorikerin. Sie trat als profunde Kennerin der bildenden Kunst des Mittelalters in Erscheinung.

## Leben
Fischel wuchs in Bruchsal auf. Ihr Vater Ottmar kam aus einer jüdischen Familie, die Mutter Eugenie, geborene Theis, war evangelisch und erzog Luise und ihre drei Geschwister entsprechend. Luise besuchte bis zum Abitur 1909 das Gymnasium in Karlsruhe und studierte dann Philosophie, Kunstgeschichte und Klassische Archäologie in Frankfurt am Main und Freiburg (Breisgau). 1923 wurde Fischel am Kunstgeschichtlichen Institut der Universität Frankfurt am Main bei Rudolf Kautzsch mit einer Arbeit über das Thema Mittelrheinische Plastik des 14. Jahrhunderts in Frankfurt zum Dr. phil. promoviert.
Ab 1929 war sie im Kunsthandel tätig. 1925 bis 1933 arbeitete die Kunsthistorikerin an der Badischen Kunsthalle in Karlsruhe, zunächst als wissenschaftliche Hilfsarbeiterin, ab 1928 als Kustodin. Als Nachfolgerin von Willy Storck war sie ab 1927 kommissarische Leiterin der Kunsthalle. In ihrer Amtszeit zeigte sie unter anderem eine Ausstellung mit Bildern von Vincent van Gogh und erwarb für das Museum Werke des Impressionismus und der Neuen Sachlichkeit. Sie ergänzte die Karlsruher Sammlung auch durch bedeutende Beispiele mittelalterlicher Tafelmalerei, war aber auch offen für zeitgenössische Strömungen.
Im Februar 1933 wurde sie aufgrund ihres Engagements für moderne Kunst beurlaubt, im März 1933 wegen der jüdischen Herkunft ihres Vaters entlassen. 1939 ging sie nach Paris, kehrte aber 1939 aufgrund ihrer finanziellen Situation und drohender Internierung in Frankreich nach Deutschland zurück. In Deutschland war sie wieder als Kunsthändlerin tätig und lebte vermutlich zeitweilig in der Anonymität. Nach 1945 arbeitete Lilli Fischel in der Bundesrepublik als Kunsthändlerin und Autorin kunstwissenschaftlicher Texte weiter. 1952 bis 1956 war sie wieder an der Karlsruher Kunsthalle als Hauptkonservatorin und Leiterin der Grafikabteilung tätig. Ihr gelang die Erwerbung der Tafel „Die Entkleidung Christi“ vom Meister der Karlsruher Passion. Lilli Fischel publizierte bis in die 1970er Jahre zu kunstgeschichtlichen Themen. 
Die 87-Jährige starb 1978 an den Folgen eines Verkehrsunfalls in Karlsruhe.

## Veröffentlichungen (Auswahl)
- Mittelrheinische Plastik des 14. Jahrhunderts (= Kompendien zur deutschen Kunst. Band 1). Verlag der Wissenschaften, München (zugleich Philosophische Dissertation Frankfurt am Main 1923).
- Bilderfolgen im frühen Buchdruck. Studien zur Inkunabelillustration in Ulm und Straßburg. Konstanz 1963.